# Dźwinogród (obwód lwowski)
Dźwinogród (ukr. Звенигород) – wieś (dawne miasto) na Ukrainie w obwodzie lwowskim. Wieś w podmiejskiej strefie Lwowa w rejonie lwowskim (wcześniej  w rejon pustomyckim) nad rzeką Biłka-Luta, ok. 25 km na zachód od ośrodka rejonowego Pustomyty i ok. 15 km na południowy zachód od granic Lwowa.

## Historia
Pierwsza wzmianka o grodzie pochodzi z Powieści minionych lat z lat roku 1087, kiedy to gród był stolicą księstwa kniazia Wołodara Rościsławicza. Jednak największy rozwój grodu przypadł na początek wieku XII, kiedy rządził w nim prawnuk Jarosława Mądrego – Władymirko (ojciec księcia halickiego Jarosława Ośmiomysła). Od 1124 do 1144 Dźwinogród był stolicą osobnego  księstwa. W 1126, po śmierci księcia Rościsława, brata Władymirka, księstwo połączono z księstwem przemyskim, a w 1141 również z księstwem trembowelskim. W 1144 Wołodymyrko przeniósł stolicę księstwa do Halicza i rola Dźwinogrodu spadła. Książę kijowski Wsewołod II podejmował dwukrotnie próby zajęcia Dźwinogrodu, ale został pokonany. Około 1241 roku gród przypuszczalnie został zdobyty przez Batu-chana i zniszczony. Dźwinogród już się nie podniósł z upadku, a jego rolę przejął później położony kilkanaście km dalej Lwów. Po 1340 tereny księstwa zostały włączone do Królestwa Polskiego i pozostawały w nim do końca XVIII wieku.
W 1716 roku hetman Adam Mikołaj Sieniawski polecił na miejscu dawnego grodu wybudować zamek bastionowy.
Za II Rzeczypospolitej do 1934 roku wieś stanowiła samodzielną gminę jednostkową w powiecie bóbreckim w woj. lwowskim. W związku z reformą scaleniową została 1 sierpnia 1934 roku włączona do nowo utworzonej wiejskiej gminy zbiorowej Podhorodyszcze w tymże powiecie i województwie.

## Zabytki
- fundamenty romańskiej kamiennej cerkwi z XIII wieku odkrytej przez J.Pasternaka w 1937 roku. Cerkiew miała wymiary 10,5 x 12,5 m;

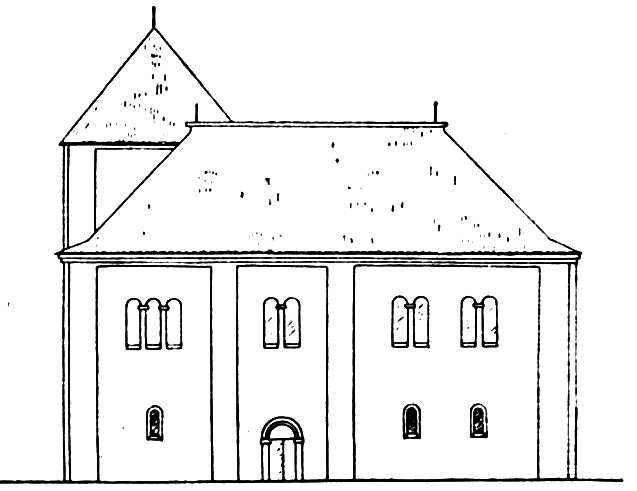
wały zamku bastionowego z XVIII wieku  - Rekonstrukcja romańskiego pałacu książęcego z XIII wieku
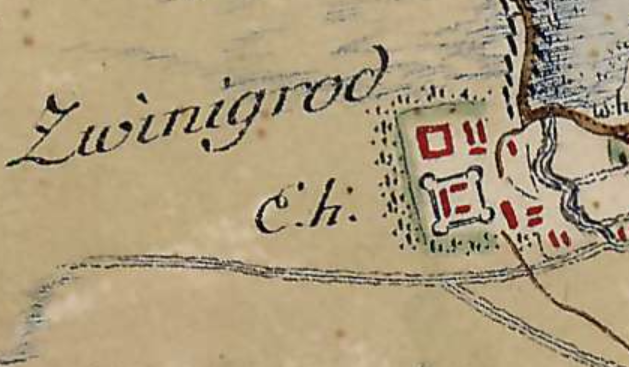
Zamek na mapie Miega z XVIII wieku
  - Zamek na mapie Miega z XVIII wieku